# Rossmoor (Maryland)
Rossmoor és una concentració de població designada pel cens dels Estats Units a l'estat de Maryland. Segons el cens del 2000 tenia 7.569 habitants.

## Demografia
Segons el cens del 2000, Rossmoor tenia 7.569 habitants, 4.857 habitatges, i 1.792 famílies. La densitat de població era de 2.681,1 habitants per km².
Dels 4.857 habitatges en un 3,5% hi vivien nens de menys de 18 anys, en un 32,4% hi vivien parelles casades, en un 3,8% dones solteres, i en un 63,1% no eren unitats familiars. En el 61,2% dels habitatges hi vivien persones soles el 56,8% de les quals corresponia a persones de 65 anys o més que vivien soles. El nombre mitjà de persones vivint en cada habitatge era d'1,53 i el nombre mitjà de persones que vivien en cada família era de 2,33.
Per edats la població es repartia de la següent manera: un 5,2% tenia menys de 18 anys, un 1,8% entre 18 i 24, un 6,8% entre 25 i 44, un 9,7% de 45 a 60 i un 76,5% 65 anys o més.
L'edat mediana era de 77 anys. Per cada 100 dones de 18 o més anys hi havia 50,9 homes.
La renda mediana per habitatge era de 45.945 $ i la renda mediana per família de 63.773 $. Els homes tenien una renda mediana de 54.408 $ mentre que les dones 36.038 $. La renda per capita de la població era de 37.761 $. Entorn de l'1% de les famílies i el 4,1% de la població estaven per davall del llindar de pobresa.

## Poblacions més properes
El següent diagrama mostra les poblacions més properes.